# Szymonka
Szymonka (pronunciación en polaco: /ʂɨˈmɔnka/; en alemán: Schimonken) es un pueblo ubicado en el distrito administrativo de Gmina Ryn, dentro del condado de Giżycko, voivodato de Varmia y Masuria, en el norte de Polonia. Se encuentra aproximadamente a 8 kilómetros al sureste de Ryn, a 18 kilómetros al suroeste de Giżycko, y a 77 kilómetros al este de la capital regional Olsztyn.